# Alcoi
Alcoi (em valenciano) ou Alcoy (em castelhano) é um município da Espanha na província de Alicante, comunidade autónoma da Comunidade Valenciana. Tem 129,86 km² de área e em 2021 tinha 59 128 habitantes (densidade: 455,3 hab./km²). A maior parte dos habitantes fala  valenciano e castelhano.

## Demografia
| Variação demográfica do município entre 1991 e 2004 | Variação demográfica do município entre 1991 e 2004 | Variação demográfica do município entre 1991 e 2004 | Variação demográfica do município entre 1991 e 2004 |
| --------------------------------------------------- | --------------------------------------------------- | --------------------------------------------------- | --------------------------------------------------- |
| 1991                                                | 1996                                                | 2001                                                | 2004                                                |
| 65514                                               | 60921                                               | 58358                                               | 60532                                               |

## Equipamentos
- Cemitério Municipal de San Antonio Abad ou de Cantagallet - Concebido como uma ‘cidade para os mortos’, conta com galerias subterrâneas únicas em Espanha e panteões para as grandes famílias burguesas do século XIX[2].